# Polianka
Polianka je naseljeno mjesto u okrugu Myjava u  Trenčínskom kraju u Slovačkoj.

## Stanovništvo
| Godina:     | 1993. | 2003.    | 2013.   | 2023.   |
| ----------- | ----- | -------- | ------- | ------- |
| Broj ljudi: | 418   | 361      | 383     | 404     |
| Razlika:    |       | -13,63 % | +6,09 % | +5,48 % |

| Godina:     | 2022. | 2023.   |
| ----------- | ----- | ------- |
| Broj ljudi: | 403   | 404     |
| Razlika:    |       | +0,24 % |

Prema podacima o broju stanovnika iz 2023. godine naselje je imalo 404 stanovnika.

## Vanjske poveznice
|  | Zajednički poslužitelj ima još gradiva o temi Polianka |

- Službena stranica naselja (sl.)